# Lankascincus greeri
Espèce
Lankascincus greeri est une espèce de sauriens de la famille des Scincidae.

## Répartition
Cette espèce est endémique du Sri Lanka.

## Étymologie
Cette espèce est nommée en l'honneur d'Allen E. Greer.

## Publication originale
- Batuwita & Pethiyagoda, 2007 : Description of new species of Sri Lankan Litter Skink (Squamata: Scincidae: Lankascincus). Ceylon Journal of Science (Biological Sciences), vol. 36, no 2, p. 80-87 (texte intégral).